# Neinstedt
Neinstedt ist ein Ortsteil der Stadt Thale im Landkreis Harz in Sachsen-Anhalt.

## Geographie

Niederschlagsdiagramm

Neinstedt liegt am nordöstlichen Rand des Harzes, etwa drei Kilometer östlich von Thale an der Bode.
Durch den Regenschatten des Harzes fällt vergleichsweise wenig Niederschlag. Das langjährige Mittel im Zeitraum 1961–1990 betrug 525 mm; das benachbarte Quedlinburg kommt auf lediglich 438 mm.

## Geschichte

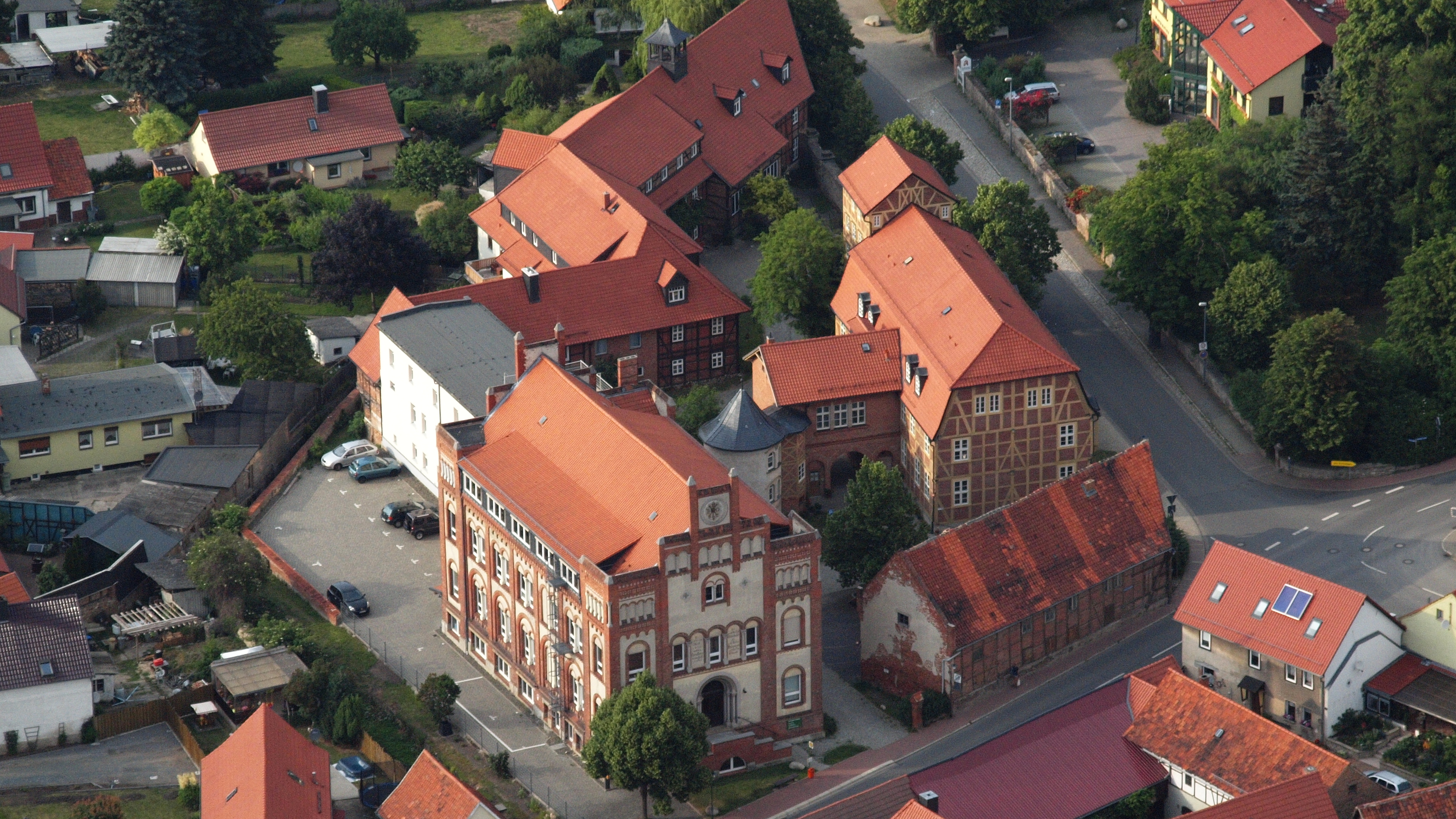
Hauptstraße und Lindenstraße, 2015

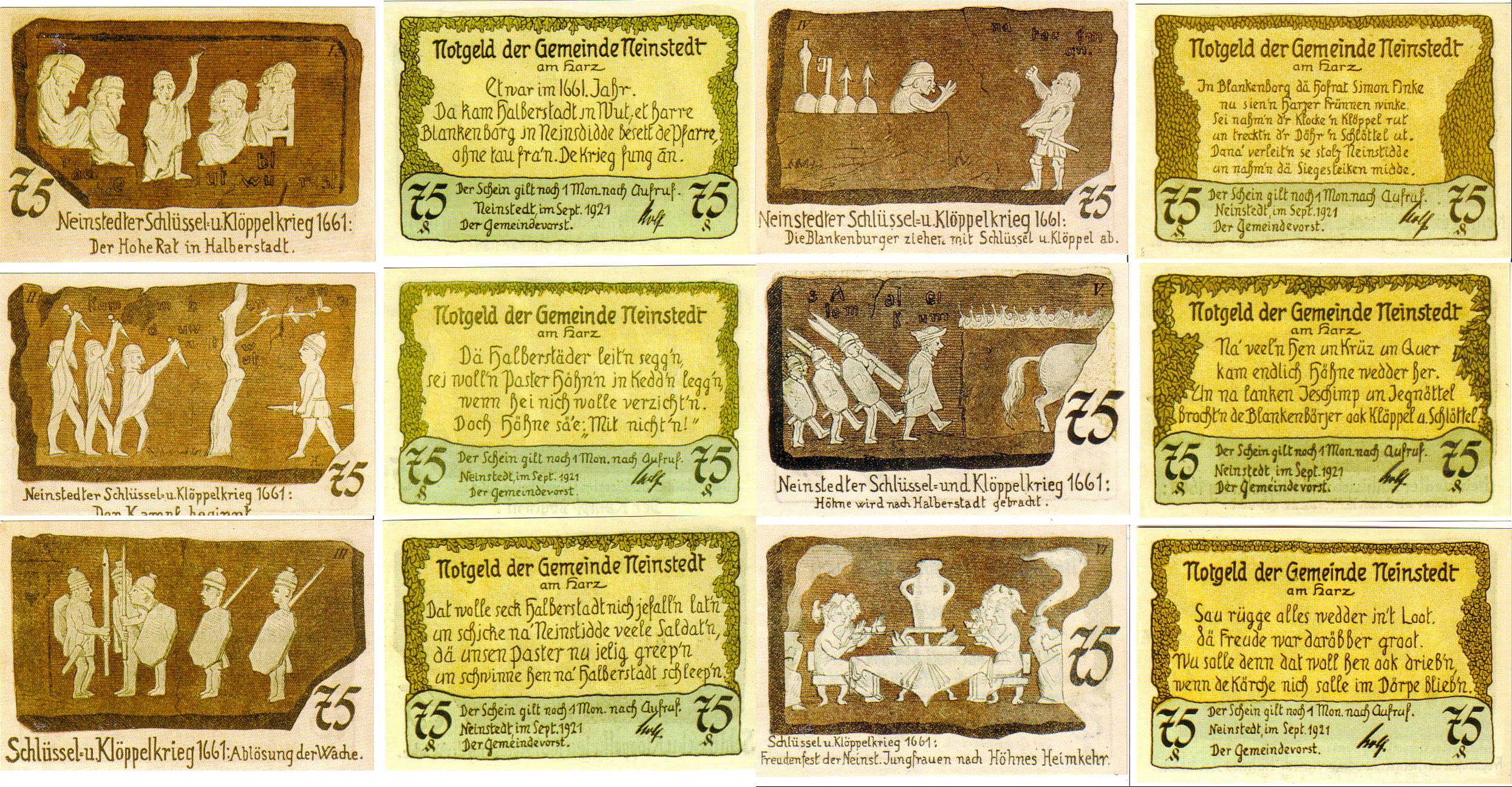
Notgeld der Gemeinde Neinstedt von 1921

Das Kloster Corvey verfügte im Mittelalter über eine Grundherrschaft in Neinstedt. Der Ort hatte im 13. Jahrhundert 13 Hofstellen. 1236 kaufte das Kloster Michaelstein mehrere davon. Trotz dieses Wechsels in der Grundherrschaft verblieb die Leibherrschaft bis zu einer Aufhebung in einer Urkunde des Klosters Gröningen bis 1301 bei Corvey.
1312 verzichtete Simon von Dassel auf seine Vogteirechte über mehrere Höfe in Hötensleben und Neinstedt, die er für das Kloster Mariental wahrgenommen hatte. Zudem gingen Güter von ihm an das Haus Regenstein über. Nach der Ermordung des Albrecht II. von Regenstein ging Neinstedt 1351 zur Hälfte von der Grafschaft Regenstein an das Bistum Halberstadt, das zeitgleich die Vogtei über Quedlinburg sowie Hettstedt und Krottorf erwarb und in Neinstedt das Haus Hoym als Lehensnehmer einsetzte. Die Regensteiner Güter in Neinstedt machten im Wesentlichen den für die Burg Regenstein geltenden Besitzerwechsel mit.
Ab etwa 1500 nutzten die Neinstedter die Wasserkraft und trieben damit zwei Öl- und zwei Getreidemühlen an.
1661 kam es durch die Neubesetzung der Neinstedter Pfarre zu Besitzstreitigkeiten der Grundherren Brandenburg, Braunschweig und Tattenbach. Diese führten zum Schlüssel- und Klöppelkrieg, einer lokalen Auseinandersetzung um Türschlüssel und Glockenklöppel der Dorfkirche.
Das Geschlecht Nathusius erwarb 1849 das Gut Neinstedt.
1921 wurde vom Neinstedter Gemeindevorstand ein eigenes Notgeld herausgegeben. Auf 6 Scheinen ist die Geschichte vom Schlüssel- und Klöppelkrieg von 1661 dargestellt.
Der Ort ist heute bekannt durch die Evangelische Stiftung Neinstedt, die 1850 für die Beherbergung junger Männer eingerichtet wurde und heute unter kirchlicher Leitung etwa 650 behinderte Menschen betreut.
Von 1803 bis 1817 war Neinstedt ein Ort im Landkanton Quedlinburg im Distrikt Blankenburg. Seit 1994 gehörte Neinstedt wie bis 1952 zum Landkreis Quedlinburg; von 1952 bis 1994 war dies der Kreis Quedlinburg. Vor der Eingemeindung nach Thale zum 1. Januar 2009 gehörte Neinstedt zur Verwaltungsgemeinschaft Thale.
Einwohnerentwicklung
| Jahr              | Einwohner | Quelle |
| ----------------- | --------- | ------ |
| 1. Dezember 1910  | 2543      | [ 13 ] |
| 1933              | 2656      | [ 14 ] |
| 1939              | 2799      |        |
| 31. Dezember 2002 | 2161      |        |
| 31. Dezember 2004 | 1997      |        |
| 31. Dezember 2006 | 1949      |        |
| 31. Dezember 2007 | 1950      |        |
| 23. Januar 2017   | 1795      |        |

## Religion

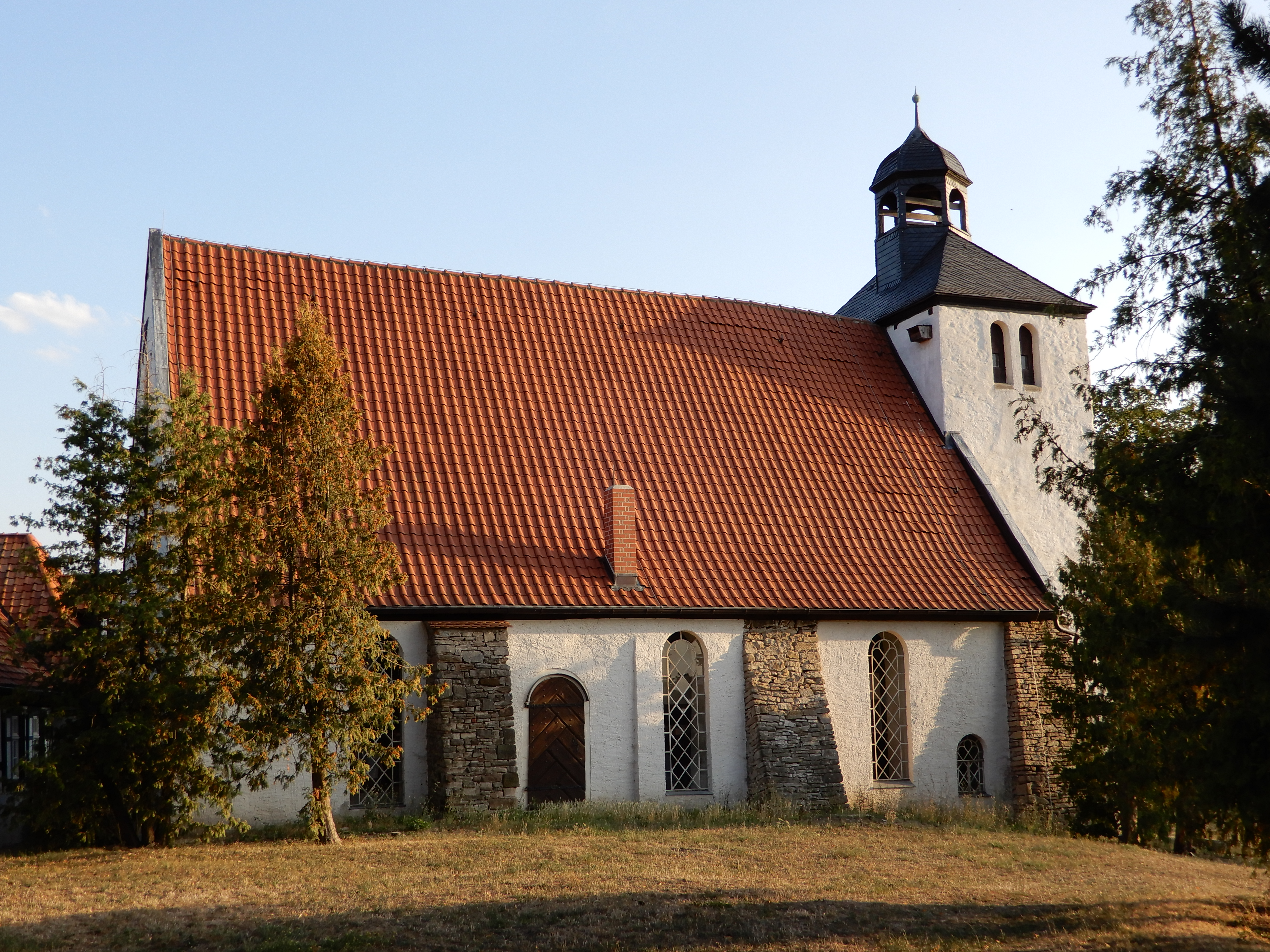
St.-Katharinen-Kirche

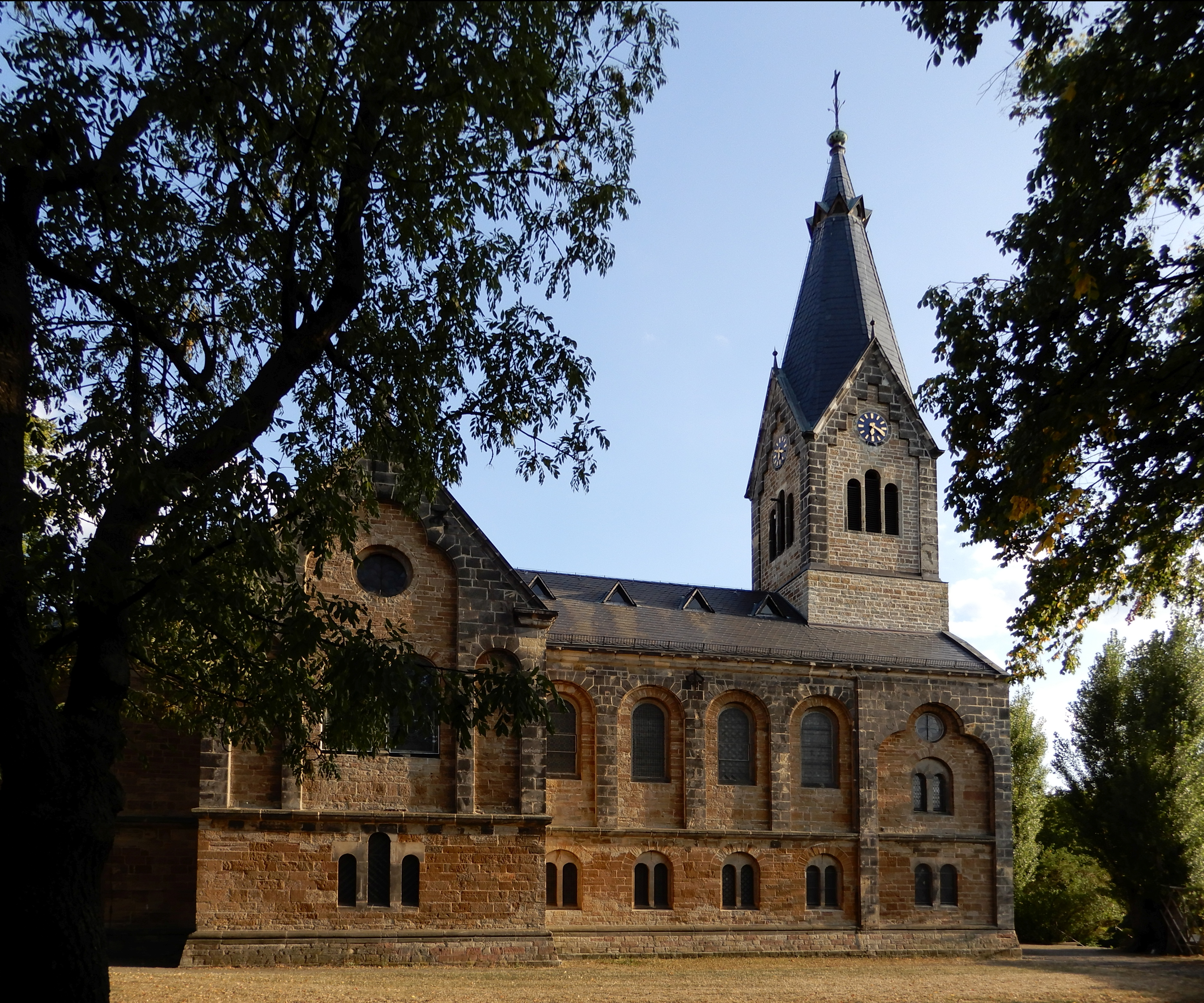
Lindenhofkirche

Die evangelisch-lutherische St.-Katharinen-Kirche gehört zum Evangelischen Kirchengemeindeverband Neinstedt im Kirchenkreis Halberstadt der Evangelischen Kirche in Mitteldeutschland. Zum Evangelischen Kirchengemeindeverband Neinstedt gehören darüber hinaus auch die Lindenhofskirche der Evangelischen Stiftung Neinstedt in Neinstedt, die 1886 für die damaligen Neinstedter Anstalten erbaut worden war, sowie die Kirche in Stecklenberg und die St.-Michael-Kirche in Weddersleben.
Neinstedt war eine Außenstation der katholischen Herz-Jesu-Gemeinde in Thale. Nachdem infolge der Flucht und Vertreibung Deutscher aus Mittel- und Osteuropa 1945–1950 die Zahl der Katholiken im seit der Reformation evangelisch-lutherisch geprägten Neinstedt stark angestiegen war, erfolgte am 12. August 1947 die Gründung der katholischen Seelsorgestelle Neinstedt. Bereits zum 1. November 1947 wurde die Seelsorgestelle zur Kuratie erhoben. Die katholischen Gottesdienste fanden in der evangelischen St.-Katharinen-Kirche statt. Durch die fehlenden Industriearbeitsplätze im Raum Neinstedt nahm die Zahl der Katholiken in Neinstedt bereits nach wenigen Jahren wieder stark ab, so dass der Neinstedter Kuratus Ernst Czarnetzki, der 1953 versetzt wurde, keinen Nachfolger mehr erhielt und die Katholiken in Neinstedt wieder durch Geistliche aus Thale betreut wurden. 1961 erfolgte in der Quedlinburger Straße noch die Anmietung eines Raumes als Gemeinderaum und Kapelle, die katholischen Gottesdienste fanden jedoch weiterhin in der evangelischen St.-Katharinen-Kirche statt. Später wurde die Kuratie Neinstedt wieder aufgelöst. Heute gehören die Katholiken in Neinstedt zur Pfarrei St. Mathilde mit Sitz in Quedlinburg, zu der auch die nähergelegene Herz-Jesu-Kirche in Thale als Filialkirche gehört.

## Politik

### Ortschaftsrat
Der Ortschaftsrat besteht aus 7 Personen. Vor der Eingemeindung nach Thale war der im Januar 2010 verstorbene Malte Koepp (CDU) letzter Bürgermeister. Seitdem ist Detlev Knust Ortsbürgermeister.

### Wappen
Das Wappen wurde am 19. November 1996 durch das Regierungspräsidium Magdeburg genehmigt. Blasonierung: „In Rot ein mit einem silbernen Klöppel schräg gekreuzter silberner Schlüssel, der Bart rechts oben abwärts gekehrt, das Schließblatt oval.“ Die Farben der Gemeinde sind Silber (Weiß) – Rot. Die Darstellung bezieht sich auf den Schlüssel- und Klöppelkrieg.

## Infrastruktur

### Verkehr
Neinstedt liegt an der Bahnstrecke Magdeburg–Thale, auf der stündlich eine Regionalexpress-Linie fährt. Am Wochenende gibt es zusätzlich Fahrten nach Berlin mit dem Harz-Berlin-Express. Täglich nutzen etwa 350 Fahrgäste den Haltepunkt, der 2010 umfassend saniert wurde. Drei Linien der Harzer Verkehrsbetriebe bedienen insgesamt vier Haltestellen im Ortsteil Neinstedt. Die Ziele sind dabei Quedlinburg, Thale und Ballenstedt.
Durch den Ort hindurch führt die Landesstraße 92. Seit 1997 bestand die Absicht, eine Ortsumfahrung für Neinstedt zu realisieren, auch um den Menschen der Evangelischen Stiftung Neinstedt zusätzliche Sicherheit zu geben. Zunächst wurde durch die Stiftung eine Fußgängerunterführung unter der L92 erbaut, damit zwischen dem Wohngebiet Osterberg und der Werkstatt für behinderte Menschen ein kreuzungsfreier Weg besteht. Im weiteren Verlauf wurde bis Ende 2009 eine 2,3 Kilometer lange Umgehungsstraße für rund 10,5 Millionen Euro gebaut. Der Bau der Ortsumgehung war nicht von allen Seiten befürwortet. So ist beispielsweise das Verkehrsaufkommen durch die zwischenzeitliche Eröffnung der etwa 10 Fahrkilometer entfernten Bundesstraße 6n erheblich gesunken. Auch die Verkehrsführung ist Anlass für Kritik: So führt die neue Straße aus Richtung Quedlinburg kommend vor dem Ort nach Norden, um das Wohngebiet Osterberg der Evangelischen Stiftung Neinstedt herum, über die Bahnstrecke und die Quedlinburger Straße auf die Alte Ladestraße und den Kramerring, bevor sie in Höhe des ehemaligen Bahnübergangs der Thalenser Straße wieder auf den alten Verlauf einschwenkt. Durch die Parallelführung zur Bahnstrecke wurde der Weg zum Marienhof mit Wohnheim, Arbeitsstätte und Streichelzoo der Stiftung durch die Umgehung durchquert. Die Außenwohngruppe Kramerring liegt nun nicht mehr in einer ruhigen Nebenstraße, sondern direkt an der neuen Straße. Des Weiteren liegt die Freie Ganztagsschule Neinstedt nun nicht mehr an einer Sackgasse, sondern an der L92.
Die nächstgelegenen Flughäfen sind Flughafen Hannover und Flughafen Leipzig/Halle sowie die Verkehrslandeplätze in Ballenstedt und Aschersleben.
Außerdem verläuft hier der Europaradweg R1.

### Wirtschaft
Der größte Arbeitgeber ist die Evangelische Stiftung Neinstedt, ehemals Neinstedter Anstalten. Des Weiteren gibt es eine Gärtnerei, einen Friseursalon, eine Spedition sowie einen Discounter, außerdem ein Ärztehaus mit Apotheke und Physiotherapie, eine Anhängervermietung und weitere Kleinunternehmen wie Dachdecker, Maler und Klempner.

## Kultur und Sehenswürdigkeiten
Die Dorfkirche St. Katharinen wurde im 12. Jahrhundert erstmals erwähnt.

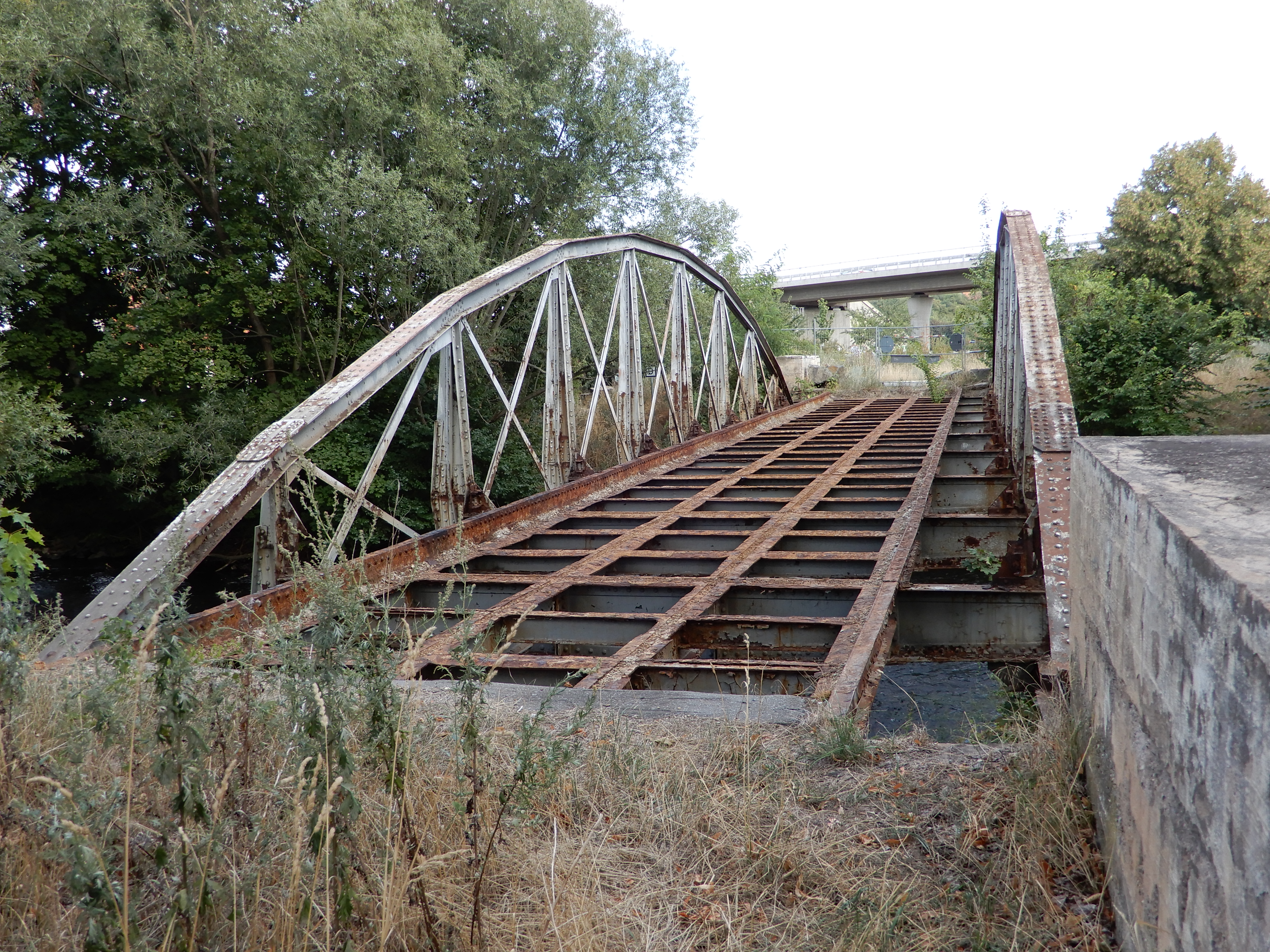
Friedensbrücke

Die Friedensbrücke ist eine als technisches Denkmal eingestufte 1884 gebaute Stahlbrücke mit einer Stützweite von 32 m. Die Friedensbrücke ist gesperrt und sollte abgerissen werden, da ihr Zustand eine Benutzung nicht mehr zulässt. Eine Sanierung im Zuge des Neubaus der anliegenden L92 wurde nicht realisiert, vielmehr in unmittelbarer Nähe eine Betonbrücke neu erbaut.
Auf dem Gelände des Marienhofs gibt es einen Streichelzoo und einen Hofladen.
Nördlich des Ortes befindet sich die Teufelsmauer.
Vereine
- Freiwillige Feuerwehr Neinstedt
- Fußballverein SV Germania Neinstedt
- zwei Schützenvereine
- Dorfgruppe des CVJM

## Persönlichkeiten
- Marie Nathusius (1817–1857), Gründerin der Evangelischen Stiftung Neinstedt
- Heinrich von Nathusius (1851–1906), Bibliothekar, Archivar, Historiker und Genealoge
- Karsten Knolle (1939–2024), Journalist und Politiker (CDU)
- Lothar Rochau (* 1952), wurde in Neinstedt in den 1970er Jahren zum Diakon ausgebildet